# Colà
Colà ist eine Fraktion der italienischen Gemeinde (comune) Lazise in der Provinz Verona, Region Venetien.

## Geographie
Der Ort liegt etwa 25 km nordnordwestlich von der Provinzhauptstadt Verona und etwa 3,5 km südsüdöstlich von Lazise entfernt im Hinterland des Gardasees. Der Ortsteil ist von zahlreichen grünen Parkanlagen umgeben und zählt 1107 Einwohner.

## Geschichte
Der Ort wurde erstmals 861 als Colalta urkundlich erwähnt. Der Name stammt wahrscheinlich aus dem Lateinischen colere (dt. anbauen) ab und nimmt Bezug auf die frühe landwirtschaftliche Nutzung der Gegend. Vermutlich zur Zeit der Ungarneinfälle in Oberitalien zu Ende des 9. Jahrhunderts wurde der Ort mit Mauern umgeben, von denen allerdings keine Spuren mehr erhalten sind. 1530 machte Kaiser Karl V. in Colà auf seinem Rückweg von seiner Kaiserkrönung in Bologna durch Papst Clemens VII. Station. Ein Gedenkstein an einem der ältesten Gebäude der Villa dei Cedri erinnert daran. Unter der venezianischen Herrschaft war Colà eine kleine Gemeinde, die dem Vikariat Lazise unterstand. Unter der von Napoleon instituierten Italienischen Republik wurde die Gemeinde 1804 aufgelöst und nach Lazise eingemeindet. Während des Ersten Italienischen Unabhängigkeitskrieges 1848 wurde der Ort von piemontesischen Truppen besetzt und nach der Schlacht bei Custozza im Dritten Italienischen Unabhängigkeitskrieg wurden in Colà zahlreiche Verwundete behandelt.
Nach der Verkündung des italienischen Waffenstillstandes mit den Alliierten am 8. September 1943 und der deutschen Besetzung Italiens schlug Generalfeldmarschall Erwin Rommel in Colà sein Hauptquartier auf. Er leitete von der Villa Cedri aus die Entwaffnung der italienischen Streitkräfte und die Deportation der italienischen Militärinternierten nach Deutschland. Rommel hielt sich bis Mitte November 1943 in Colà auf.

## Thermalbad
Der 13 Hektar große Park Villa dei Cedri beherbergt ein Thermalbad, mit zwei Thermalseen. Das zwischen 37° und 42° warme Thermalwasser stammt aus zwei bis zu 200 m tiefen Thermalquellen. Das Wasser wird als Mineralwasser bezeichnet und enthält Hydrogencarbonaten, Calcium, Magnesium und Silicium. Seit 1996 ist es vom italienischen Gesundheitsministerium als Heilwasser zur Behandlung von Rheumatismus, Venenerkrankungen und Hautkrankheiten anerkannt.

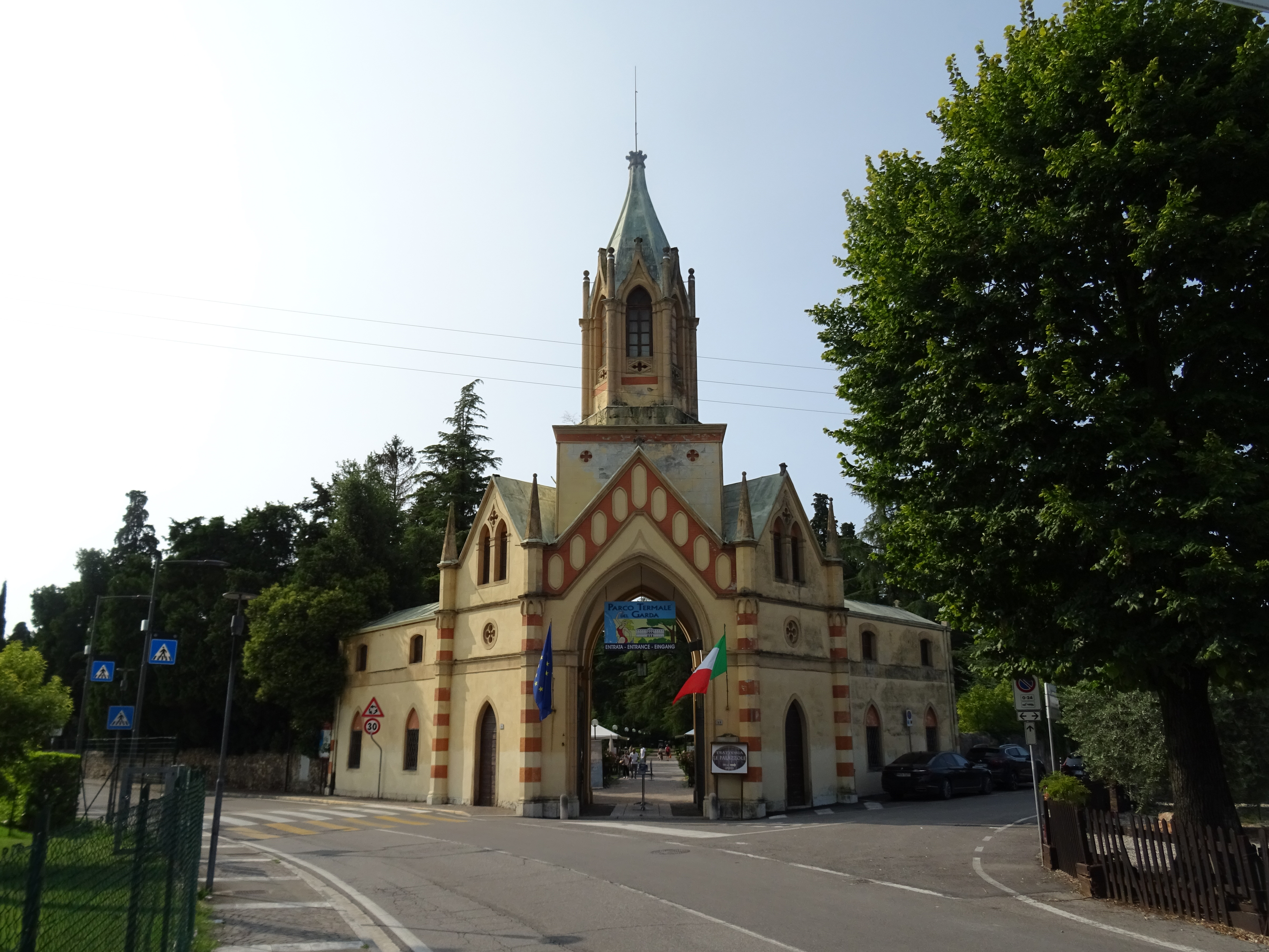
Eingang Villa dei Cedri
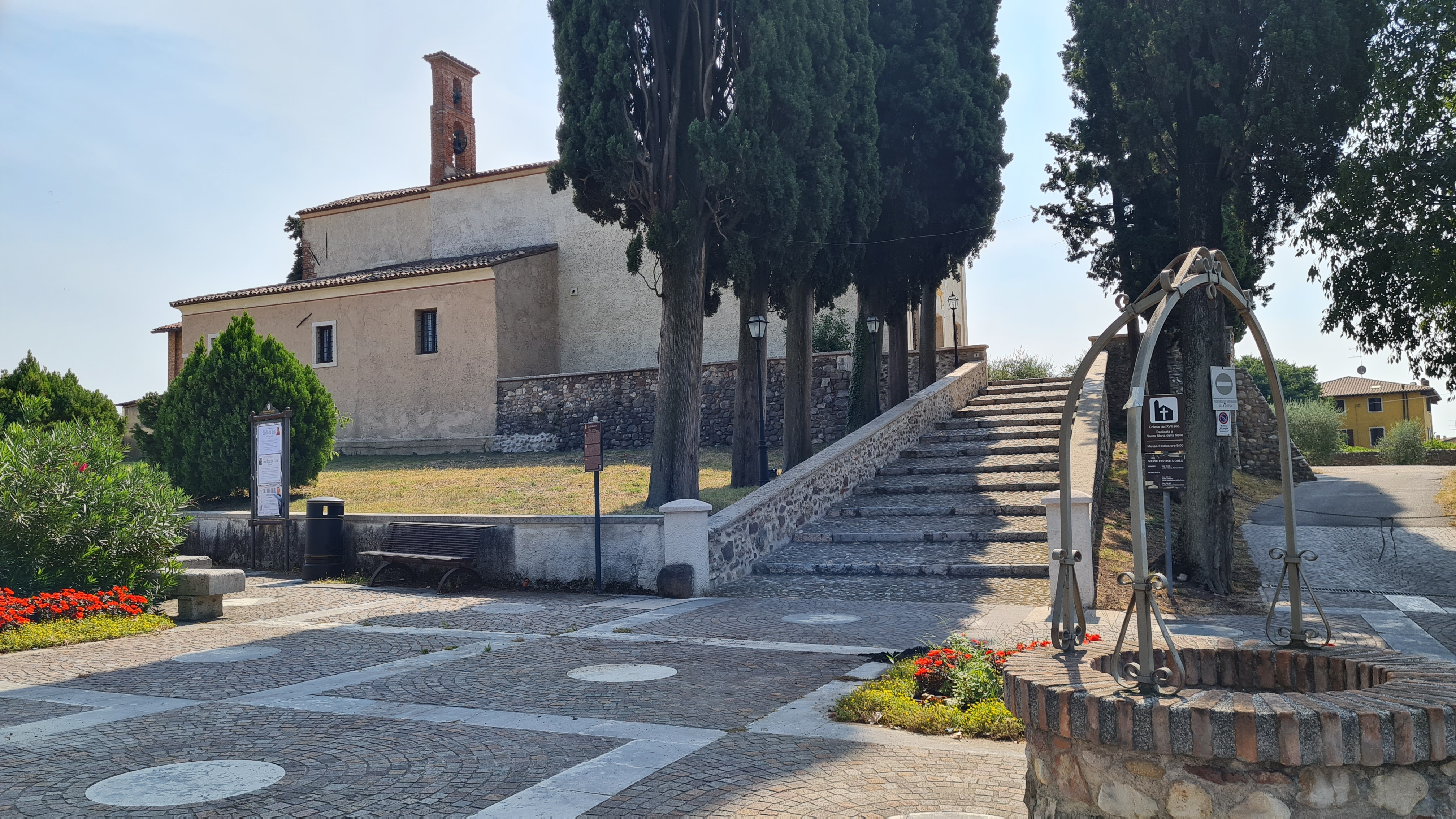
Pfarrkirche Santa Maria
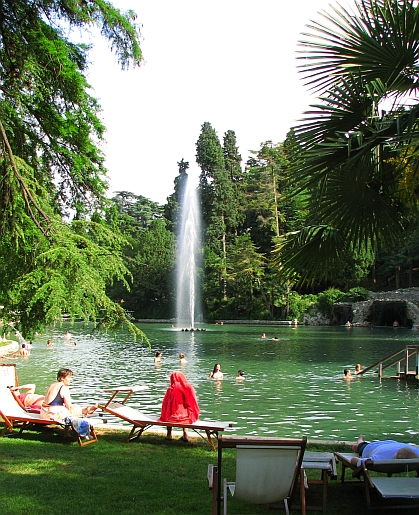
Thermalbad Colà
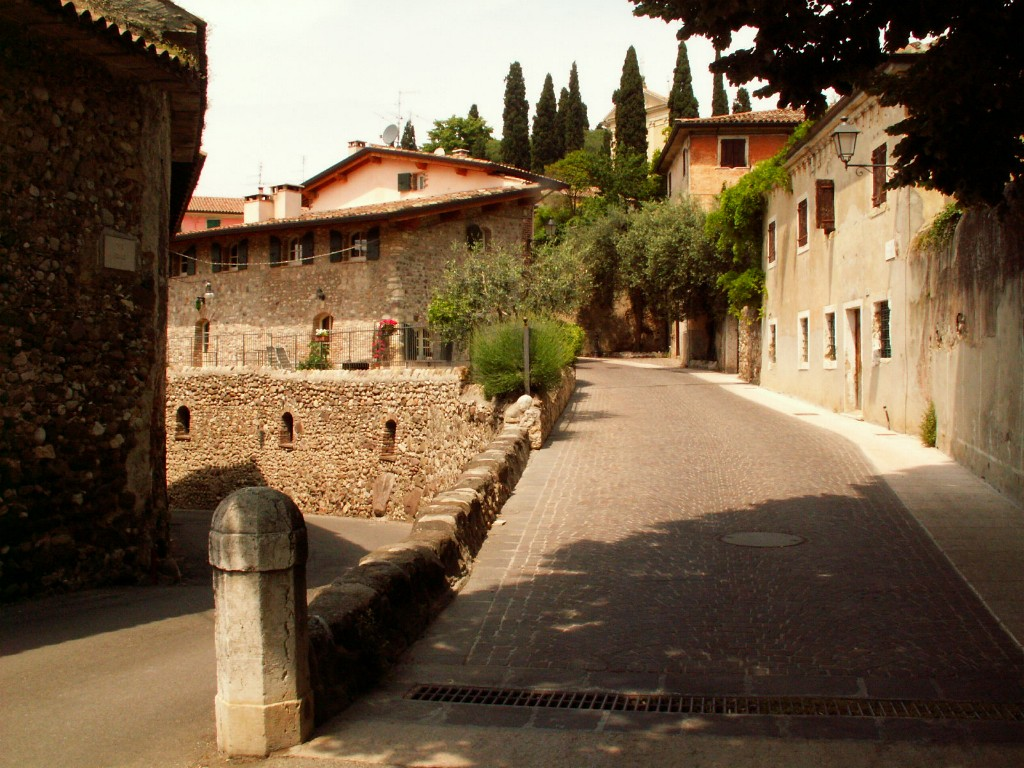
Via Castello
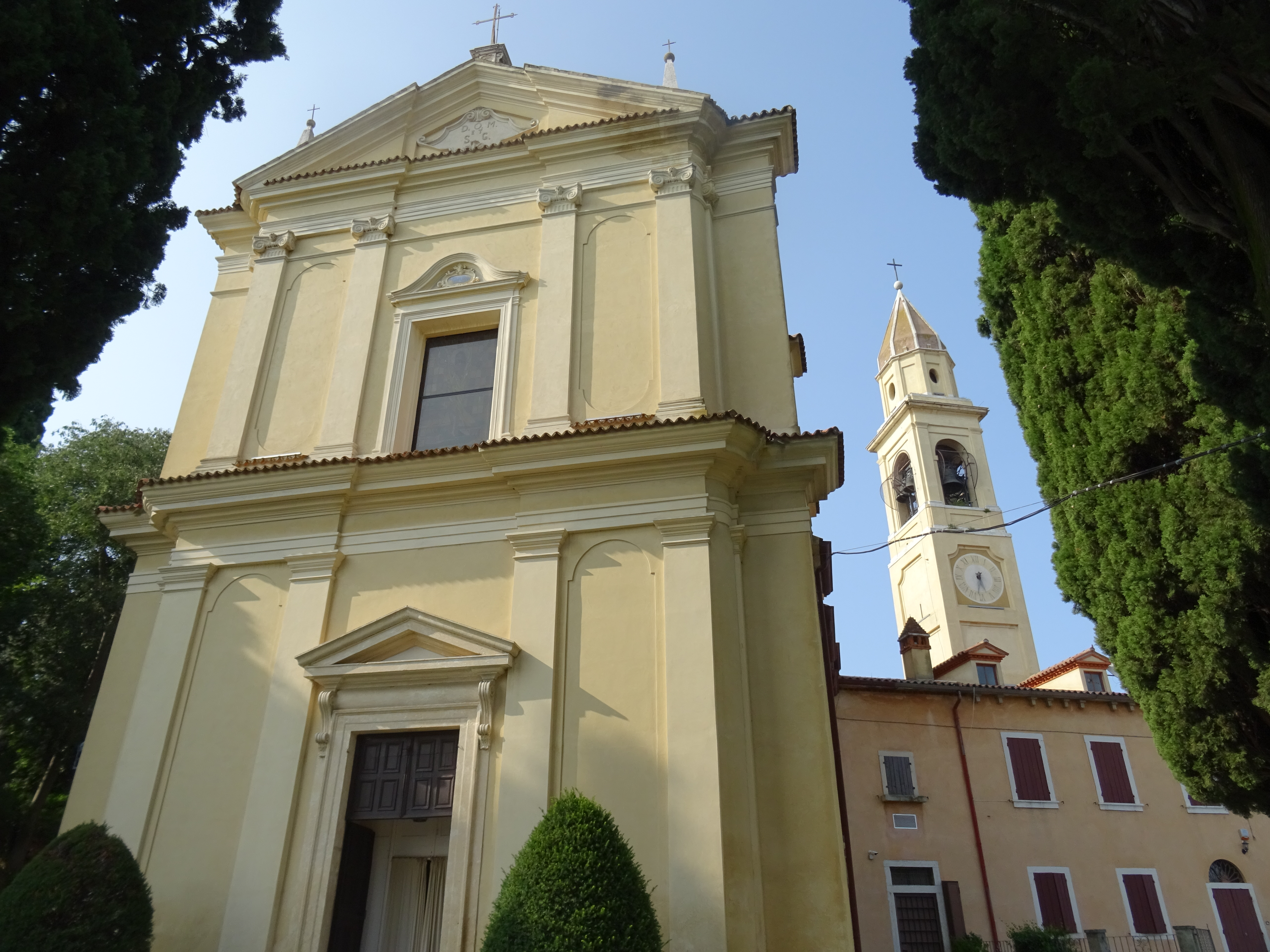
Kirche San Giorgio

## Sehenswürdigkeiten
- Villa Miniscalchi (18. Jhdt.)
- Villa Da Sacco (16. Jhdt.)
- Villa Fumanelli (17./18. Jhdt.)
- Wallfahrtskapelle Madonna della Neve (17. Jhdt.)
- Pfarrkirche Santa Maria
- Kirche San Giorgio (im 18. Jhdt. renoviert)